# 1191 Альфатерна
1191 Альфатерна (1931 CA, 1965 AA, 1191 Alfaterna) — астероїд головного поясу, відкритий 11 лютого 1931 року.
Тіссеранів параметр щодо Юпітера — 3,212.